# Zangorola
Zangorola é uma vila da comuna rural de Golonianasso, na circunscrição de Cutiala, na região de Sicasso ao sul do Mali.

## História
Em 1889, o fama Tiebá Traoré (r. 1866–1893) sitiou Songuela e as vilas de Pessoba, Quintieri, Faracala, Zangorola e Zandiela enviaram tropas para resgatá-la.